# اعتداء جنسي على الأطفال
الاعتداء الجنسي على الأطفال (سي إس آي)، ويطلق عليه أيضًا التحرش الجنسي بالأطفال، هو شكل من أشكال الاعتداء على الأطفال يستخدم فيه شخص بالغ أو مراهق أكبر سنًا الطفل للتحفيز الجنسي. تتضمن أشكال الاعتداء الجنسي على الأطفال ممارسة نشاطات جنسية مع الطفل (سواء عن طريق الطلب منه أو الضغط عليه، أو أي طريقة أخرى)، والعرض غير اللائق (للأعضاء التناسلية، وحلمات الإناث، إلخ)، واستمالة الأطفال والاستغلال الجنسي للأطفال كاستخدام الطفل لإنتاج مواد إباحية عن الأطفال.
يمكن أن يحدث الاعتداء الجنسي على الأطفال في مجموعة متنوعة من البيئات، بما في ذلك المنزل أو المدرسة أو العمل (في الأماكن التي يشيع فيها عمل الأطفال). يعد زواج الأطفال أحد الأشكال الرئيسية للاعتداء الجنسي على الأطفال؛ أعلنت اليونيسيف أن زواج الأطفال «يمثل ربما أكثر أشكال الاعتداء الجنسي على الفتيات واستغلالهن». قد تتضمن آثار الاعتداء الجنسي على الأطفال الاكتئاب واضطراب ما بعد الصدمة، والقلق واضطراب ما بعد الصدمة المعقد والميل إلى التعرض أكثر للخداع في مرحلة البلوغ، والإصابة البدنية للطفل وغيرها من المشاكل الأخرى. الاعتداء الجنسي من قبل فرد من أفراد العائلة هو أحد أشكال سفاح القربى وقد يؤدي إلى صدمة نفسية طويلة الأمد وأكثر خطورة، خاصة في حالة سفاح القربى الأبوي.
قدرت نسبة الانتشار العالمي للاعتداء الجنسي على الأطفال بنسبة 19.7% للإناث و7.9% للذكور. معظم مرتكبي جرائم الاعتداء الجنسي خبيرون بضحاياهم؛ ونسبة 30% منهم هم أقارب للأطفال، غالبًا إخوة أو آباء أو أعمام أو أبناء عمومة؛ ونحو 60% هم من المعارف الآخرين، «كأصدقاء» الأسرة أو المربيات أو الجيران؛ تشكل نسبة الغرباء من المعتدين تقريبًا 10% من حالات الاعتداء الجنسي على الأطفال. معظم مرتكبي الاعتداءات الجنسية هم من الرجال؛ تظهر الدراسات حول المتحرشين بالأطفال من الإناث أن النساء يرتكبن نسبة 14% إلى 40% من الجرائم المبلغ عنها ضد الأولاد و6% من الجرائم المبلغ عنها ضد الفتيات.
تنطبق كلمة «متحرش جنسي بالأطفال» بشكل عشوائي على أي شخص يتحرش جنسيًا بطفل، لكن مرتكبي جرائم الاعتداءات الجنسية على الأطفال ليسوا متحرشين بالأطفال إلا في حال كان لديهم اهتمام جنسي شديد في الأطفال اليافعين. وفقًا للقانون، يستخدم الاعتداء الجنسي على الأطفال غالبًا كمصطلح شامل يصف الجرائم الجنائية والمدنية التي يمارس فيها شخص بالغ نشاطًا جنسيًا مع قاصر أو يستغل قاصرًا لغرض الإمتاع الجنسي. صرحت الجمعية الأمريكية لعلم النفس أن «الأطفال لا يمكنهم الموافقة على ممارسة النشاط الجنسي مع بالغين»، وتدين أي عمل من هذا القبيل يقوم به شخص بالغ: «إن الشخص البالغ الذي يمارس نشاطًا جنسيًا مع طفل يقوم بعمل إجرامي ولا يمكن اعتباره أبدًا سلوكًا طبيعيًا أو مقبولًا اجتماعيًا».

## الانعكاسات

### نفسيًا
قد ينتج عن الاعتداء الجنسي على الأطفال حدوث ضرر قصير أو طويل الأمد، بما في ذلك الأمراض النفسية في مرحلة لاحقة من الحياة. تشمل المؤشرات والتأثيرات الاكتئاب، والقلق، واضطرابات الأكل، وضعف الثقة بالنفس، والجسدنة، واضطرابات النوم، واضطراب الهوية التفارقي، واضطرابات القلق بما فيها اضطراب ما بعد الصدمة. في الحين الذي يظهر فيه الأطفال سلوكيات رجعية مثل مص الإبهام أو التبول على الفراش، فإن أقوى مؤشر على وجود اعتداء جنسي هو السلوك الجنسي غير المقبول والمعرفة والاهتمام الجنسي غير اللائقين. قد ينسحب الضحايا من المدرسة والنشاطات الاجتماعية ويواجهون مشاكل مختلفة في التعلم والسلوك، بما في ذلك القسوة على الحيوانات، واضطراب نقص الانتباه وفرط الحركة (إيه دي إتش دي)، واضطراب السلوك واضطراب المعارض المتحدي (أو دي دي). قد يظهر الحمل في سن المراهقة والسلوك الجنسي الخطير عند اليافعين. يبلغ ضحايا الاعتداء الجنسي على الأطفال عن إلحاق الأذى بأنفسهم بمقدار أربعة أضعاف تقريبًا.
أحد التأثيرات السلبية طويلة الأمد والموثقة جيدًا هو التعرض المتكرر للأذية وبشكل بالغ في مرحلة المراهقة والبلوغ. وجدت علاقة سببية بين الاعتداء الجنسي على الأطفال ومختلف الأمراض النفسية لدى البالغين، بما في ذلك الجرائم والانتحار، إضافة إلى إدمان الكحول وتعاطي المخدرات. الذكور الذين تم الاعتداء عليهم جنسيًا في طفولتهم يظهرون بشكل متكرر في نظام العدالة الجنائية مقارنة بظهورهم في برنامج الصحة النفسية السريرية. وجدت دراسة تقارن النساء اللواتي في منتصف العمر وتعرضن للاعتداء الجنسي في طفولتهن مع نظيراتهن غير المعرضات للاعتداء الجنسي، وجود تكاليف رعاية صحية أعلى بكثير مقارنة باللواتي لم يتعرضن للاعتداء الجنسي. لوحظت تأثيرات بين الأجيال، حيث أظهر أطفال الضحايا الذين تعرضوا للاعتداء الجنسي في طفولتهم مشاكل سلوكية ومشاكل مع الأقران ومشاكل عاطفية أكثر من أقرانهم.
لم يتم تحديد نمط محدد للأعراض، وهناك العديد من الفرضيات حول سبب هذه الارتباطات.
وجدت دراسات أن من 51% إلى 79% من الأطفال المعتدى عليهم جنسيًا تظهر عليهم أعراض نفسية. يكون خطر الأذى أكبر إذا كان المعتدي قريبًا، أو إذا كانت الإساءة تشمل الجماع أو محاولة الجماع، أو إذا استخدم التهديد أو القوة. قد يتأثر مستوى الضرر أيضًا بعوامل مختلفة مثل الإيلاج، ومدة وتكرار الإساءة، واستخدام القوة. قد تؤدي وصمة العار الاجتماعية التي تلحق بالأطفال إلى تفاقم الأذى النفسي على الأطفال، وتكون النتائج السلبية أقل احتمالًا بالنسبة للأطفال الذين تعرضوا للإيذاء والذين لديهم بيئات أسرية داعمة.

#### اضطراب ما بعد الصدمة
وجد أن الاعتداء على الأطفال، بما في ذلك الاعتداء الجنسي، وخاصة الاعتداءات المزمنة التي تبدأ في أعمار صغيرة، مرتبطة بتطور مستويات عالية من أعراض الفصام، والتي تشمل فقدان الذاكرة لذكريات الاعتداءات. كانت أعراض الفصام واضحة أكثر في حالات حدوث اعتداءات جنسية شديدة (إيلاج، وجود عدة معتدين أو اعتداءات دامت لأكثر من عام). أظهرت الأبحاث الحديثة أن النساء اللواتي تعرضن كثيرًا للاعتداء الجنسي في الطفولة يصبن بأعراض اضطراب ما بعد الصدمة المرتبطة بضعف الأداء الاجتماعي، وتدعمها أيضًا دراسات بحثية سابقة. شعور «الانفصال» عن الأقران «وفقدان الإحساس العاطفي» كلاهما نتائج للاعتداء الجنسي في الطفولة وتثبطان بشكل كبير الأداء الاجتماعي السليم. علاوة على ذلك، يرتبط اضطراب ما بعد الصدمة بوجود خطورة عالية لتعاطي المخدرات نتيجةً «لفرضية العلاج الذاتي» و«فرضية المخاطر العالية وقابلية التأثر». وجد أن علاج التعرض المطول (بّي إي) يقلل من أعراض اضطراب ما بعد الصدمة والاكتئاب لدى النساء الناجيات من الاعتداء الجنسي في الطفولة يستخدمن الميثادون.
بالإضافة إلى اضطراب الهوية التفارقي، واضطراب ما بعد الصدمة واضطراب ما بعد الصدمة المعقد، قد يظهر الناجون من الاعتداء الجنسي في الطفولة اضطراب الشخصية الحدية واضطرابات في الأكل مثل الشره العصبي.
«وجدت دراسة مولها المعهد الوطني الأمريكي لتعاطي المخدرات أنه «من بين أكثر من 1400 امرأة بالغة، كان الاعتداء الجنسي في الطفولة مرتبطًا بزيادة احتمالية إدمان المخدرات، وإدمان الكحول، والاضطرابات النفسية. تم التعبير عن الارتباطات كنسب احتمالات: على سبيل المثال، النساء اللواتي تعرضن لاعتداءات جنسية غير تناسلية في الطفولة أكثر عرضة بنسبة 2.83 للإصابة بإدمان المخدرات وهن بالغات أكثر من النساء اللواتي لم يتعرضن لهذه الاعتداءات».